# Museo Taurino de Badajoz
El Museo del Club Taurino Extremeño de Badajoz, también conocido como Museo Taurino de Badajoz, es un museo y centro de documentación de historia de la tauromaquia en Extremadura, ubicado en Badajoz (España). 
Surge por iniciativa de los fundadores del Club Taurino Extremeño de Badajoz, siendo el primer club taurino fundado en Extremadura y el primer museo de la región. El Museo está concebido tanto de la historia taurina de la ciudad de Badajoz como de Extremadura, siendo un centro de documentación e investigación de primer orden del mundo taurino y su historia, considerado de los mejores Museos taurinos, siendo único en el mundo por el valor de sus colecciones.
Actualmente está integrado en la Red de Museos de Extremadura.

## Historia
Fue fundado de manera oficial el 20 de diciembre de 1949 y está situado en la sede del Club Taurino de la localidad, en el Casco Antiguo de Badajoz.
Son tradicionales tanto las conferencias temáticas organizadas como los trofeos taurinos entregados.

## Colecciones
Presenta varias salas con centenares de carteles, fotografías, trajes y documentos oficiales e inéditos desde el siglo XVI hasta nuestros días, como diferentes cabezas de toro relevantes y sus consiguientes paneles. Ofrece carteles explicativos en su recorrido por las diferentes salas temáticas, destacando, entre ellas, la dinastía de los Bienvenida o artículos referentes a Reverte.